# Vasovasostomia
Vasovasostomia é a cirurgia de reversão da vasectomia, na qual as duas partes do ducto deferente separadas são unidas.

## O procedimento da vasovasostomia
Vasovasostomia é uma forma de microcirurgia realizada pela primeira vez pelo cirurgião australiano Dr. Earl Owen (1934–2014) em 1971.
Como se pode prever, religar os canais deferentes não é tão fácil quanto dividí-los. Enquanto uma vasectomia (em inglês) leva aproximadamente 20 minutos, [fonte: Paternidade e maternidade planejadas (em inglês)], a reversão cirúrgica pode levar de duas a quatro horas [fonte: WebMD (em inglês)]. Nenhum dos dois procedimentos requer que o paciente passe a noite no hospital, mas uma vasectomia simples requer apenas uma ou duas horas de repouso. Com uma vasovasostomia, o paciente deve permanecer um dia inteiro em repouso e esperar pelo menos mais seis horas para receber alta.
A reversão da vasectomia é uma opção tentadora, porém não é tão simples. A cirurgia pode levar mais tempo se houver alguma obstrução no epidídimo, a "estrutura para armazenagem do esperma" onde os espermatozoides se desenvolvem. Esse tipo de obstrução é comum após uma vasectomia. Uma vasovasostomia com remoção de obstrução é chamada epididimovasostomia e costuma levar pelo menos mais uma hora. Mesmo com o procedimento, as chances de recuperação da fertilidade são pequenas.
Durante a vasovasostomia, os cirurgiões fazem uma incisão diretamente sobre a cicatriz da vasectomia, que tem cerca de dois centímetros. Uma vez localizados os dutos deferentes em ambos os lados, os cirurgiões cortam suas pontas e as ligam novamente para reconstruí-los. O paciente é suturado e vai para casa algumas horas depois, para recuperação. A recuperação leva cerca de um mês e os pacientes podem voltar a trabalhar dentro de três a sete dias após a cirurgia, porém devem permanecer em abstinência sexual durante um mês.
Como a cirurgia de reversão é mais complicada que a vasectomia, o preço de ambos os processos difere bastante. Uma vasectomia pode custar de US$ 300 a US$ 1.000, porém é um procedimento geralmente é coberto por convênios médicos [fonte: eMedicineHealth (em inglês)]. Porém, vasovasostomias podem custar de US$ 4.000 a US$ 13.000 e raramente recebem cobertura dos convênios [fonte: Paternidade planejada (em inglês)]